# Marianne Denicourt
Marianne Denicourt, nascida Marianne Cuau em 14 de maio de em Paris, é uma atriz, diretora e roteirista francesa.
Marianne Denicourt vai residir no 13.º arrondissement de Paris com seus pais Bernard Cuau, professor de Letras no campus de Jussieu, documentarista e membro do conselho editorial da revista Les Temps Modernes, e Denise Zigante, uma ex-atriz. Sua irmã mais velha, Emmanuelle Cuau, se tornará diretora.